# Seilschifffahrt auf dem Rhein

Seilschiffe im Hafen

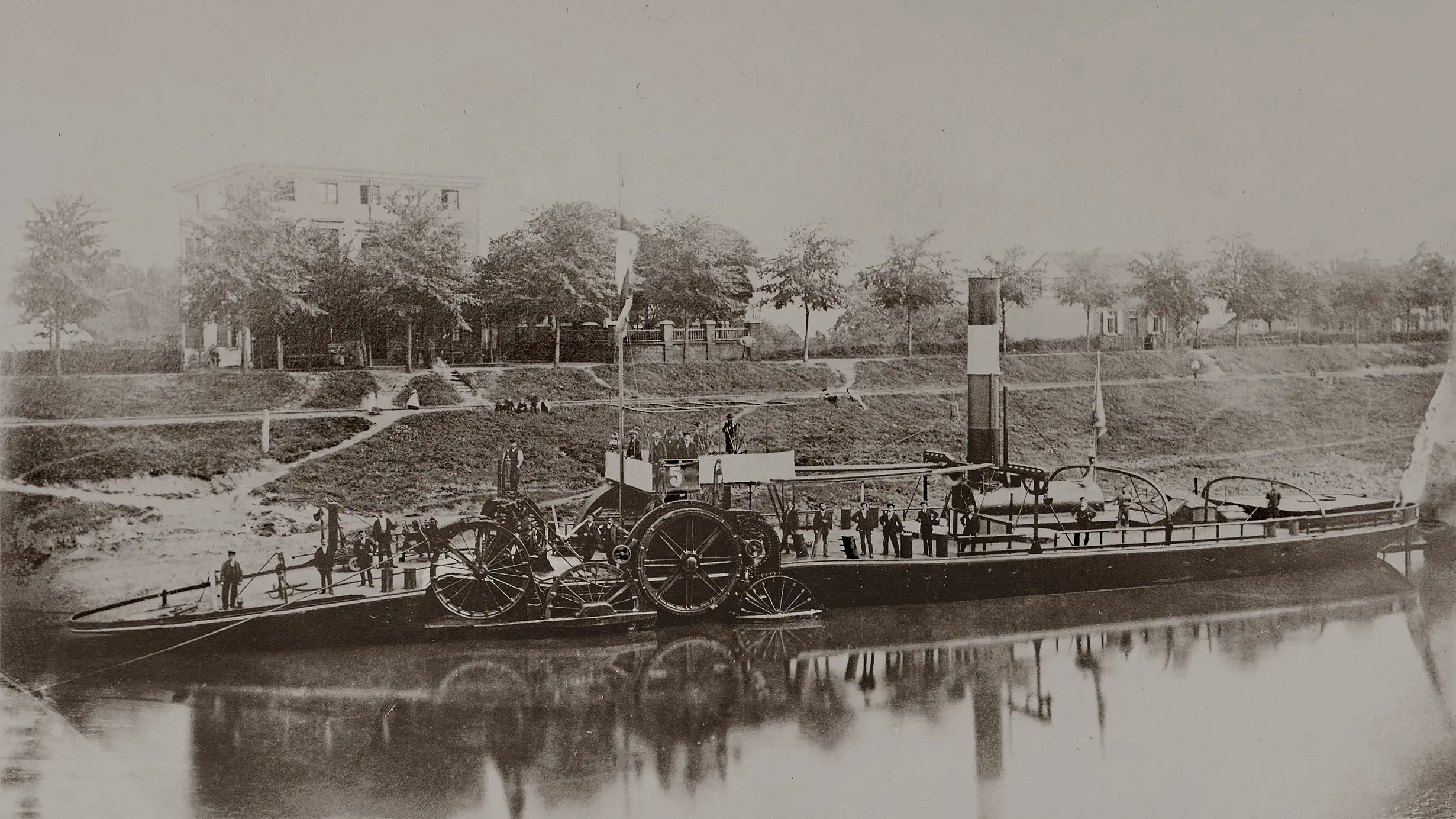
Seilschlepper im Hafen Ruhrort 1903

Seilschifffahrt, auch als Tauerei bezeichnet, wurde auf dem Rhein in der Zeit von 1871 bis 1905 betrieben. Die Seilschiffe zogen sich und die angehängten Schleppkähne mit einer dampfbetriebenen Winde an einem starken Stahlseil, das im Fluss verlegt war, stromaufwärts.

## Geschichte

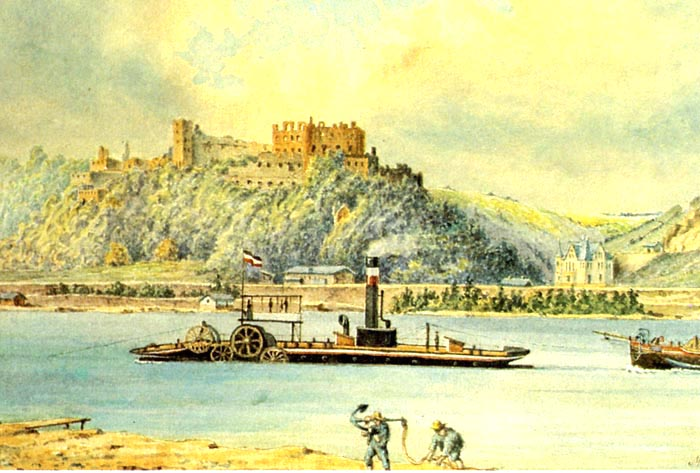
Rheintauer bei Koblenz zu Tal, von Max Eyth

Verschiedene Arten von Seilscheiben, Mitte rechts:Klappentrommel

Details der Klappentrommel,a, b, c = Klappenmechanismus, D= Drahtseil

Mit dem Erscheinen der ersten Dampfschiffe auf dem Rhein wurden auch Fahrten mit angehängten Schleppschiffen unternommen. Da zu dieser Zeit aber die Leistung der Dampfmaschinen noch zu gering war, erzielten diese Schleppzüge nur geringe Geschwindigkeiten. Auf der Elbe und in Frankreich waren die Kettenschiffe sehr erfolgreich, und es wurde überlegt, ob diese Art der Fortbewegung auch auf dem Rhein machbar wäre. Da aber auf dem Rhein viel mehr Fahrzeuge verkehrten und die Kettenschiffe zu unbeweglich waren, weil die Kette mitten über das Schiff lief, wurden die Seilschiffe entwickelt, die nur auf der Backbordseite eine Vorrichtung hatten, um das Seil aufzunehmen. Die Entwicklung der Seilschiffe ging auf eine Erfindung des Ingenieurs Robert Burton zurück, der für den von Fowler entwickelten Dampfpflug die sogenannte Klappentrommel gebaut hatte. Über das vordere Leitrad wurde das Seil der Trommel zugeführt, die rundum angebrachten Klappen schlossen sich durch das Gewicht des Seils und klemmten es fest. Nach einer halben Umdrehung öffneten sich die Klappen, und das Seil wurde über das hintere Leitrad wieder ins Wasser gelassen. Das vordere und hintere Leitrad waren seitlich schwenkbar, damit das Seil besser über das Schiff geführt werden konnte. Siehe Zeichnung, Einbuchtungen im Rumpf Backbord.
Das 42 mm dicke Seil war nur halb so schwer wie eine Kette mit gleicher Zugkraft und der Betrieb zugleich auch viel leiser. Damit die Seilschiffe (Tauer) besser in engen Flussbiegungen manövrieren konnte, bekamen die Schiffe einen flachen Bug, über den das Seil auch zur Steuerbordseite laufen konnte. Das Seil musste alle fünf Jahre erneuert werden. Es kam auch vor, dass das Seil während der Fahrt riss und dann gespleißt werden musste.
Bei Beginn der Fahrt wurde das Seil in die Klappentrommel eingelegt, die von einer Dampfmaschine angetrieben wurde. An dem Seil zog sich der Tauer zusammen mit den angehängten Lastkähnen zu Berg. Am Ende der Reise wurde das Seil von der Klappentrommel genommen und wieder ins Wasser gelassen. Zu Tal fuhren die Tauer frei und wurden dabei von zwei Propellern angetrieben.
Die Dampfmaschine für den Antrieb des Rädersystems leistete 130 bis 250 PS. Damit konnten 1250 Tonnen Last, verteilt auf mehrere angehängte Schleppkähne, mit einer Geschwindigkeit von rund vier Kilometern in der Stunde zu Berg gezogen werden. Am Rhein bestanden mehrere Tauerstrecken. Die erste verlief von Emmerich bis nach Duisburg und wurde vom 1. Mai 1873 bis Ende Juni 1873 für Versuchsfahrten benutzt. In dieser Zeit schleppte ein Tauer auf 15 Reisen von Emmerich nach Duisburg insgesamt 74 Schiffe mit zusammen 11.713 Tonnen Fracht.
Im Frühjahr 1874 wurde das zweite Teilstück von Duisburg nach Köln verlegt. Im Herbst 1875 wurde die Strecke von Köln bis Oberkassel fertiggestellt, und im Jahr 1876 die Teilstücke Oberkassel – Sankt Goar und Sankt Goar – Bingen. Die Seile lieferte die Kölner Seilerei Felten & Guilleaume. Auf der Strecke Emmerich – Oberkassel hatte das Seil einen Durchmesser von 36 mm, dann bis Bingen von 42 mm. Das Seil wog 6,3 kg/m und kostete einschließlich Verlegen 2700 Mark je Meter. Am Niederrhein wurde die Tauerei schon Ende 1875 eingestellt, da sich das Seil immer wieder in den sandigen Flussgrund eingrub und so den Betrieb erschwerte oder zeitweise unmöglich machte.
1874 wurden mit vier Seilschiffen von Emmerich bis Duisburg 47 Schleppfahrten mit 229 Anhängen gemacht, von Duisburg nach Neuss 22 Fahrten mit 111 Anhängen und von Neuss nach Köln 13 Fahrten mit 56 Anhängen. Zusätzlich schleppten zwei Räderboote auf 41 Fahrten zwischen Köln und Maxau 354 Lastkähne und auf dem Niederrhein 64 Lastkähne bei acht Reisen. Insgesamt wurden rund 96.500 Tonnen Fracht befördert.
Auf der niederländischen Seite war die Schifffahrt durch den Gezeiteneinfluss, der sich damals bis nach Nijmegen bemerkbar machte, begünstigt.
Im Laufe der Jahre wurden immer stärkere Raddampfschlepper entwickelt und die Schifffahrt auf dem Rhein nahm ständig zu. Da wurden die Seilschiffe immer mehr zu einem Hindernis für die freifahrenden Schiffe und wurden bald nur noch Hexen genannt. 1905 wurde die Seilschifffahrt aufgegeben und das Seil aus dem Rhein entfernt. Die Hexen lagen noch einige Jahre im Hafen von Sankt Goar, bevor sie verschrottet wurden.
Der deutsche Ingenieur Max Eyth, Pionier der Dampfpflüge, war wesentlich an der Einführung der Seilschifffahrt beteiligt.

## Technische Daten
Rheintauer 1 – 4
- Länge = 39,0 m
- Breite = 7,2 m
- Tiefgang = 1,03 m
- Leistung Seilmaschine =  130 PS

Konstruktionszeichnungen eines Tauers

Dampfmaschine zum Antrieb des Seilapparats

- Leistung Antrieb = 2 mal 160 PS für die beiden Propeller
- Durchmesser Klappenrollen = 2,74 m
- Durchmesser Leitrollen = vorne 2,60 m, hinten 2,30 m
- Besatzung = 10 Mann

Rheintauer 5 – 8
- Länge = 45,75 m
- Breite = 7,50 m
- Tiefgang = 1,0 m
- Leistung Seilmaschine = 250 PS
- Leistung  Antrieb = 2 mal 180 PS für die beiden Propeller
- Durchmesser Klappenrolle = 3,2 m
- Durchmesser Leitrollen = 2,8 m
- Besatzung = 10 Mann

## Bau der Schiffe
Den Auftrag zum Bau der ersten vier Seilschiffe erhielten die Firmen Escher Wyss & Co in Zürich und die Gebrüder Sulzer in Winterthur. Die Maschinenanlagen und den Rumpf für die ersten zwei Schiffe lieferte Escher Wyss, zusammengebaut wurden sie allerdings auf der Duisburger Werft von Peter Kriens. Die Tauer drei bis sechs wurden auf der Werft Ewald Berninghaus in Duisburg gebaut. Nummer sieben und acht wurden von der Gutehoffnungshütte in Ruhrort gebaut. Ein Tauer kostete rund 30000 Taler.
Der Seilapparat wurde von einer liegenden Hochdruck-Kondensations-Dampfmaschine angetrieben, die beiden 1,2 m großen vierflügeligen Propeller von zwei stehenden Dampfmaschinen. Die Röhrenkessel hatten eine Oberfläche von jeweils 45,5 m² und lieferten einen Druck von sieben Bar. Die Antriebsmaschine für den an der Backbordseite angebauten Seilapparat, der vierzehn Tonnen wog, und die Kessel wurden zum Ausgleich aus der Mitte nach Steuerbord versetzt. Die beiden Dampfmaschinen für die Propeller waren im Achterschiff eingebaut. Die Tauer hatten an Bug und Heck jeweils ein Ruder, diese waren unabhängig voneinander zu bedienen. Das Gewicht der Schiffe mit zehn Tonnen Kohle an Bord lag zwischen 172 Tonnen für die kleineren, und 210 Tonnen bei den größeren Schiffen.
Die Besatzung bestand aus dem Kapitän, zwei Steuerleuten, zwei Maschinisten, zwei Heizern und drei Matrosen. Die Unterkünfte der Matrosen, Maschinisten und Heizer waren im Vorschiff, der Kapitän und die Steuerleute wohnten im Achterschiff. Dort befand sich neben einem Magazinraum auch die Bordküche.

## Das Seil

Lage des Seils in Neuwied, durchgehende Linie

Das erste Seil für die Strecke von Emmerich nach Duisburg mit 24 Meilen Länge und einer Stärke von 36 mm wurde am 3. April 1872 bei Felten & Guilleaume bestellt und in Teilstücken von zweimal sechs und einmal zwölf Meilen innerhalb von 18 Monaten ausgeliefert. Das Seil bestand aus sechs um eine Hanfseele gedrehten Kardeelen, die aus je sieben 4 mm starken Drähten hergestellt wurden. Ein Kilometer Seil wog rund fünf Tonnen. Ab Oberkassel bis nach Bingen wurde ein 42 mm dickes Seil verlegt. Dessen Kern war mit einer geteerten Hanfumlage versehen, die ein Eindringen von Schlamm verhindern sollte.

## Brennstoffverbrauch
Im Vergleich zu freifahrenden Schleppzügen lag der Vorteil im Verbrauch eindeutig bei den Tauern. Ein Tauer mit fünf Kähnen im Schlepp, die 1250 Tonnen geladen hatten, verbrauchte pro Stunde 206,5 kg Kohle. Ein Raddampfer mit gleicher Anhangslast benötigte 932 kg Kohle. Der Tauer hatte 145 PS gegenüber 803 PS des Raddampfers.